# Paul Bonhomme
Paul Bonhomme (ur. 22 października 1964) – angielski pilot akrobacyjny i rejsowy, założyciel Teamu Bonhomme, trzykrotny zwycięzca Red Bull Air Race (2009, 2010, 2015).

## Kariera
Bonhomme jest synem pilota cywilnego i stewardesy. Jego brat jest również pilotem cywilnym.
Od 1980 pracował na lotnisku White Waltham Airfield, sprzątał tam hangary, tankował i czyścił samoloty. W wieku 18 lat uzyskał amatorską licencję pilota, następnie został instruktorem lotniczym. W 1985 został pilotem taksówki lotniczej, a w 1987 zaczął prowadzić Boeingi 737 należące do walijskich linii pasażerskich Air Cymru. Obecnie jest kapitanem Boeingów 747 w British Airways. 
W 1986 zaczął praktykować akrobację lotniczą na samolotach Jak-50, Extra-300 i Su-26, od tego czasu dał 650 pokazów publicznych. Lata też w "The Old Flying Machine Company" na Duxford Aerodrome. Latał na samolotach takich jak: Supermarine Spitfire (MkV, MkIX, MkIXT i MkXIV), Hawker Hurricane, P-40 Kittyhawk, F4F Wildcat, F6F Hellcat, F8F Bearcat, P-47 Thunderbolt, P-63 Kingcobra, P-51 Mustang i AD-4 Skyraider.
Od 1994 lata w różnych krajach wraz ze Steve'em Jonesem, tworząc zespół "The Matadors". Zdobyli trzy złote i srebrny medal w wyścigach organizowanych przez FAI. Ściga się w rajdach Red Bulla od początku w 2003 do 2015, kończąc 46 (z 65) na podium, 19 z nich wygrywając, co jest niekwestionowanym rekordem tej imprezy.